# 马拉马西凯岛
馬拉馬西凱島（英語：Maramasike Island），又稱為南馬萊塔島（英語：South Malaita Island），是位於索羅門群島東部馬萊塔島南端的島嶼，以馬拉馬西凱海峽分隔，隸屬馬萊塔省。馬拉馬西凱島海拔518公尺，其面積有480.5平方公里。根據索羅門群島政府於2009年所作的人口調查結果顯示，馬拉馬西凱島總人口數有12967人。 

## 历史
在索羅門群島於1893年被宣佈為英國的保護國後，馬拉馬西凱島受到英國殖民政府的有效控制。